# Graham Farquhar

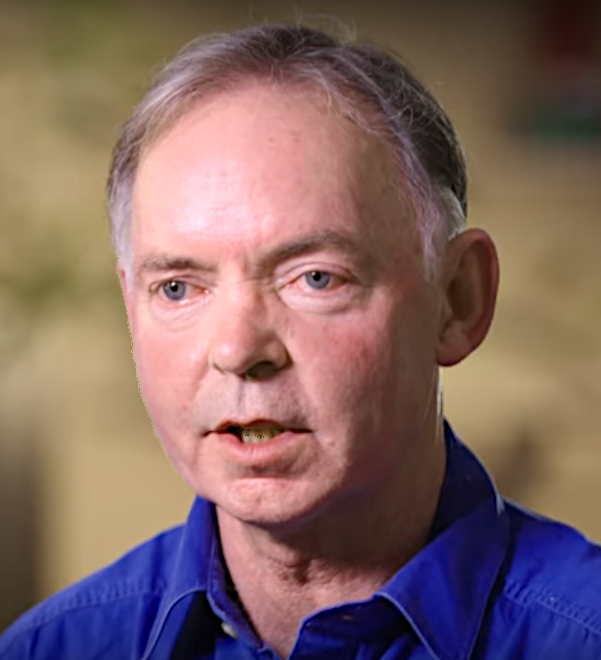
Graham Farquhar

Graham Douglas Farquhar (* 8. Dezember 1947 in Hobart, Tasmanien) ist ein australischer Pflanzenphysiologe und Biophysiker, der sich besonders mit der Biophysik der Photosynthese befasst.
Farquhar wuchs auf einer Farm auf. Er studierte an der Australian National University (ANU) mit dem Bachelor-Abschluss 1968 (B. Sc.) und an der University of Queensland mit dem Bachelor-Abschluss in Biophysik 1969. Er wurde 1973 an der Australian National University promoviert. Als Post-Doktorand war er am Pflanzen-Forschungslabor der Michigan State University, an dem er bis 1976 blieb. Danach war er Research Fellow an der ANU, ab 1980 Senior Research Fellow und Fellow und ab 1988 Professor. 2003 wurde er Distinguished Professor.
Farquhar entwickelt prozessbasierte Modelle für Photosynthese in Pflanzen, die es ermöglichten den Austausch von Kohlendioxid zwischen Pflanzen und Umwelt vorherzusagen, was bedeutend für die Erforschung des Klimawandels ist. Außerdem entwickelte er Modelle der Verteilung der stabilen Isotope von Kohlenstoff und Sauerstoff bei der Photosynthese und Transpiration. Er untersuchte die Auswirkungen des Klimawandels auf Getreide, einschließlich der Entwicklung von Weizensorten, die weniger Wasser benötigen.
2017 erhielt er den Kyoto-Preis. Er ist Fellow der Australian Academy of Sciences, Officer des Order of Australia (2013) und Fellow der Royal Society. Er ist Mitglied der National Academy of Sciences. 2016 erhielt er die Macfarlane Burnet Medal der Australian Academy of Sciences und 2015 erhielt er den Wissenschaftspreis des australischen Premierministers. 2011 erhielt er einen Humboldt-Forschungspreis.
2018 wurde er Senior Australian of the Year für seine Beiträge zum Schutz der Nahrungsgrundlagen im Klimawandel.

## Schriften (Auswahl)
- mit S. C. Wong, I. R. Cowan: Stomatal conductance correlates with photosynthetic capacity,  Nature, Band 282, 1979, S. 424–426.
- mit S. von Caemmerer, J. A. Berry: A biochemical model of photosynthetic CO2 assimilation in leaves of C3 species, Planta, Band 149, 1980, S. 78–90.
- mit T. D. Sharkey: Stomatal conductance and photosynthesis, Ann. Rev. Plant Physiol., Band 33, 1982, S. 317–345.
- mit J. R., Ehleringer, K. T. Hubick: Carbon isotope discrimination and photosynthesis, Ann. Rev. Plant Physiol. Mol. Biol., Band 40, 1989, S. 503–537
- mit J. Lloyd, J. A., Taylor, L. B.Flanagan, J. P. Syvertsen, K. T. Hubick, S. C. Wong, J. R. Ehleringer: Vegetation effects on the isotopic composition of oxygen in atmospheric CO2, Nature, Band 363, 1993, S. 439–443.
- mit J. A. Lloyd, L. B. Flanagan, J. P. Syvertsen, K. T. Hubick, S. C. Wong, J. R. Ehleringer: Vegetation effects on the isotopic composition of oxygen in atmospheric CO2,  Nature, Band 363, 1993, S. 439–443.
- mit B. K. Henry, J. M. Styles: A rapid on-line technique for determination of oxygen isotope composition of nitrogen-containing organic matter and water,  Rapid Communications in Mass Spectrometry, Band 11, 1997, S. 1554–1560.
- D. G. G. de Pury: Simple scaling of photosynthesis from leaves to canopies without the errors of big-leaf models,  Plant, Cell & Env., Band 20, 1997, S. 537–557.
- mit M. L. Roderick: The cause of decreased pan evaporation over the last 50 years, Science, Band  298, 2002, S. 1410–1411. PMID 12434057
- mit G. J. Rebetzke, A. G. Condon, R. A. Richards: Selection for reduced carbon isotope discrimination increases aerial biomass and grain yield of rainfed bread wheat, Crop Science, Band 42, 2002, S. 739–745.
- mit T. June, J. R. Evans: A simple new equation for the reversible temperature dependence of photosynthetic electron transport: a study on soybean leaf, Functional Plant Biology, Band 31, 2004, S. 275–283.
- mit L. A. Cernusak: On the isotopic composition of leaf water in the non-steady state, Functional Plant Biology, Band 32, 2005, S. 293–303
- mi tJ. Masle, S. R. Gilmore: The ERECTA gene regulates plant transpiration efficiency in Arabidopsis, Nature, Band 436, 2005, S. 866–870
- mit G. Tcherkez, T. J. Andrews: Despite slow catalysis and confused substrate specificity, all ribulose bisphosphate carboxylases may be nearly perfectly optimized, Proceedings of the National Academy of Sciences of the USA, Band 103, 2006, S. 7246–7251
- mit  R. J. Donohue, M. L. Roderick, T. R. McVicar: Impact of CO2 fertilization on maximum foliage cover across the globe’s warm, arid environments, Geophysical Research Letters, Band 40, 2013, S. 3031–3035.